# Valence
Valence (antična Valentia, okcitansko Valença) je mesto in občina v jugovzhodni francoski regiji Rona-Alpe, prefektura departmaja Drôme. Leta 2008 je mesto imelo 64.484 prebivalcev.

## Geografija
Kraj leži v pokrajini Daufineji v središču doline reke Rone, na njenem levem bregu, 6 km južno od izliva reke Isère vanjo.

## Uprava
Valence je sedež štirih kantonov:
- Kanton Valence-1 (del občine Valence - Grand Centre: 16.732 prebivalcev),
- Kanton Valence-2 (del občine Valence - Valence-Jug, Châteauvert: 14.865 prebivalcev),
- Kanton Valence-3 (del občine Valence - La Chamberlière, Polygone: 17.325 prebivalcev),
- Kanton Valence-4 (del občine Valence - Périphérie, Le Plan, Fontbarlettes: 15.338 prebivalcev).

Mesto je prav tako sedež okrožja, v katerega so poleg njegovih vključeni še kantoni Bourg-de-Péage, Bourg-lès-Valence, Chabeuil, Grand-Serre, Loriol-sur-Drôme, Portes-lès-Valence, Romans-sur-Isère-1/2, Saint-Donat-sur-l'Herbasse, Saint-Jean-en-Royans, Saint-Vallier in Tain-l'Hermitage z 279.345 prebivalci.

## Zgodovina
Valence je bil pred rimsko osvojitvijo glavno mesto plemena Segalaunov; pod cesarjem Oktavijanom je postal rimska kolonija, pod Valentinijanom I. pa pomembno mesto v pokrajini Viennensis Prima. Sedež škofije je postal verjetno že v 4. stoletju. Po vdorih in opustošenju s strani Alanov je prišel pod Burgunde, Franke, Saracene, vladarje Arlesa, nemške cesarje, valenške in toulouške grofe, kot tudi pod lastne škofe. Katedrala sv. Apolinarija, zgrajena konec 11. stoletja, je v času verskih vojn utrpela hude poškodbe. V 16. stoletju je Valence postal središče protestantizma v provinci Dauphiné, leta 1685 pa je s preklicom Nantskega edikta doživel hud udarec za industrijo, trgovino in prebivalstvo. Med francosko revolucijo je leta 1790 postal sedež novoustanovljenega departmaja Dróme.
Med letoma 1918 in 1921 so v kraju našli zatočišče Armenci, ki so pribežali iz Turčije pred pogromom; njihovi potomci danes predstavljajo dokaj številno skupnost v tem kraju. Med drugo svetovno vojno je Valence doživel več bombardiranj s strani ameriških zračnih sil.

## Zanimivosti
Valence je na seznamu francoskih umetnostno-zgodovinskih mest.
- Katedrala Saint-Apollinaire de Valence, sedež škofije Valence. Katedrala je bila prenovljena v 11. stoletju v romanskem slogu, posvečena 1095 pod papežem Urbanom II. Med verskimi vojnami je bilka močno poškodovana, obnovljena v prvem desetletju 17. stoletja. V cerkvi se nahaja spomenik papeža Pija VI. ki je umrl v Valenci leta 1799.
- romanska cerkev Janeza Krstnika iz 11. in 12. stoletja,
- Maison du Drapier, trgovska hiša iz 13. stoletja,
- Maison des Têtes, gotsko-renesančni mestni dvorec iz prve polovice 16. stoletja,
- Pendentif, nagrobni spomenik, zgrajen sredi 16. stoletja v renesančnem slogu,
- Fontaine monumentale, vodnjak iz leta 1887
- mestni park Jouvet, Jean Perdrix z vodnim gradom, Marsova polja.

- Katedrala sv. Apolinarija
- Pendentif
- Maison du Drapier
- Maison des Têtes
- Fontaine monumentale
- Kiosk Peynet, Marsova polja
- Park Jouvet

## Pobratena mesta
- Asti (Piemont, Italija),
- Batroun (Libanon),
- Biberach an der Riß (Baden-Württemberg, Nemčija),
- Clacton-on-Sea (Anglija, Združeno kraljestvo),
- Gedera (Izrael),
- Idževan (Armenija).